# Samuraj killer
Samuraj killer (Le samouraï) är en fransk-italiensk film från 1967, regisserad av Jean-Pierre Melville och med Alain Delon i huvudrollen.

## Handling
Jef Costello är en yrkesmördare i Paris som blir sedd av pianisten Valerie när han dödar ägaren till en nattklubb. Trots att han har ett alibi och Valerie ljuger för polisen blir Jef huvudmisstänkt. När han ska ta emot betalningen för mordet blir han istället skjuten, men han överlever. Jef måste nu undvika polisen samtidigt som han försöker hämnas på sin uppdragsgivare.

## Medverkande
| Alain Delon        | – Jef Costello    |
| François Périer    | – kommissarien    |
| Nathalie Delon     | – Jane Lagrange   |
| Cathy Rozier       | – Valerie         |
| Jacques Leroy      | – mannen i porten |
| Michel Boisrond    | – Wiener          |
| Robert Favart      | – bartendern      |
| Jean-Pierre Posier | – Olivier Rey     |
| Catherine Jourdan  | – receptionisten  |